# Arracacia hemsleyana
Arracacia hemsleyana är en flockblommig växtart som beskrevs av John Merle Coulter och Joseph Nelson Rose. Arracacia hemsleyana ingår i släktet Arracacia och familjen flockblommiga växter. Inga underarter finns listade i Catalogue of Life.